# حرية الدين في كوريا الجنوبية
يدعم الدستور الكوري الجنوبي حرية الدين في كوريا الجنوبية. احترمت الحكومة الكورية الجنوبية هذا الحق بشكل عام من ناحية الممارسة، رغم أنها لا تعطي أي استثناءات أو خدمات مدنية بديلة لمن لديهم اعتراض ديني على الخدمة في القوات المسلحة.

## القانون يضمن حق حرية الدين

### القوانين الدستورية
يضمن الدستور الكوري الجنوبي حرية الدين لكل المواطنين والمنشقين عن الدولة والمنظمات الدينية. المادة 20.
- (1) يتمتع كل المواطنون بحرية الدين.
- (2) لا يوجد دين محدد للدولة، ويكون الدين والدولة مفصولين عن بعضهما.

علاوة على ذلك، يُمنَع أي تمييز بناء على الاعتقاد الديني للمواطن بشكل قاطع بالمادة 11.
- (1) يكون كل المواطنون متساوون أمام القانون، ولا يوجد أي تمييز بالحياة السياسية، أو الاقتصادية، أو الاجتماعية، أو الثقافية بحسب الجنس، أو الدين، أو الحالة الاجتماعية.

### القوانين والمعاهدات الدولية

#### العهد الدولي الخاص بالحقوق المدنية والسياسية
إن جمهورية كوريا عضو في اتفاقية الأمم المتحدة متعددة الأطراف، العهد الدولي الخاص بالحقوق المدنية والسياسية والتي تقر بأن لكل فرد حق وحرية تبني أي دين أو معتقد يختاره ويعلن عن دينه أو معتقده سواء بصورة فردية أو في المجتمع مع الآخرين، سواء بصورة عامة أو خاصة (المادة 18)، لكل فرد الحق بألا يعاني من التمييز بناء على معتقده الديني (المادة 2)، وهذا الحق غير قابل للنقض حتى في حالات الطوارئ التي تهدد حياة الأمة (المادة 4). من واجب الحكومة أن تضمن أن كل الأفراد متساوون ومحميون بصورة فعلية ضد التمييز الديني (المادة 26).
من حق المواطنين أن يعتنقوا معتقدات غير إلحادية وإلحادية، بالإضافة إلى الحق بعدم اعتناق أي دين أو معتقد. يجب أن يُفسَّر مصطلحي الاعتقاد والدين على نطاق واسع (مجلس الأمم المتحدة لحقوق الإنسان، التعليق العام 20، 30 يوليو 1993).